# Maria del Carme Girau i Alonso
Maria del Carme Girau i Alonso   (Simat de la Valldigna, 5 de desembre de 1940) és una cantant i compositora valenciana que va formar part de la Nova Cançó fins que, a finals dels anys 60, ho va deixar per continuar la carrera de farmacèutica.

## Biografia
Originària de Simat de la Valldigna, va anar a estudiar farmàcia a Barcelona animada per la seva mare, esdevenint la primera dona de Simat que va cursar titulacions superiors. Es va integrar al grup Els Setze Jutges l'any 1964, mentre estudiava Farmàcia a Barcelona, però va ser una veu efímera: amb la separació dels Setze, l'any 69 va abandonar la cançó i es va deslligar definitivament dels altres components del grup en traslladar-se a Madrid i Vigo per motius professionals. Va donar classes de valencià al col·legi parroquial del seu poble amb Víctor Mansanet i Vicent Martínez.

## Reconeixements
L'any 2007 va rebre la Medalla d'Honor del Parlament de Catalunya com a membre dels Setze Jutges. I al 2013 fou reconeguda amb el premi Ovidi Montllor a la Música en valencià.

## Discografia
L'escriptor Joan Fuster va reconéixer la vàlua de la Girau en una presentació del seu disc de música tradicional l'any 66: la seua producció només abasta tres EP de quatre temes cada un, però significatius pel que fa a l'aportació valenciana a la Cançó. També va lloar la seva veu, dient "la veu de Maria del Carme Girau és una veu jove, fresca, absolutament espontània; no té res d'estudiada ni d'acadèmica, i respon a la clara llibertat d'una dona de poble que canta com vol unes cançons que són seues per herència i per instint." Joan Fuster va assessorar lingüísticament Carme Girau i s'ha dit que la va ajudar tant que es podria dir que el segon disc de Girau se'l va inventar Fuster ja que va escollir les cançons populars i va demanar a un musicòleg que en fes les partitures.
En Lluís Serrahima la va lloar com a cantautora en una presentació de les seves cançons el 1966: "La seua veu suau, potser aparentment ingènua, té una intima força expressiva i la lletra i la música de les seues cançons formen una unitat que no es troba fàcilment en els que fan cançons." Va dir que era "un dels majors reeiximents de la Nova Cançó".
L'any 98, el també cantautor valencià Paco Muñoz va publicar una reedició en CD de la discografia completa (Les cançons dels 3 EP's) en la seua productora, distribuïda per Actual Records.

### Àlbums[9]
- Maria del Carme Girau canta les seves cançons (EP, Edigsa, 1964) - amb 5 cançons
- Maria del Carme Girau canta les seves cançons II (EP, Edigsa, 1965) - amb 4 cançons
- País Valencià. Cançons tradicionals cantades per Maria del Carme Girau (EP, Edigsa, 1966) - amb 4 cançons
- Maria del Carme Girau: Les cançons dels 3 EP's (PM Produccions, 1998) - amb les 13 cançons

### Cançons
Les cançons que conformen el repertori de l'àlbum recopilatori són:
1. Bon amic (de Maria del Carme Girau canta les seves cançons)
2. Plou... plou (de Maria del Carme Girau canta les seves cançons)
3. Ben sols (de Maria del Carme Girau canta les seves cançons)
4. Si fa sol (de Maria del Carme Girau canta les seves cançons)
5. El camí (de Maria del Carme Girau canta les seves cançons)
6. L'arbre sec (de Maria del Carme Girau canta les seves cançons II)
7. Que no, que sí (de Maria del Carme Girau canta les seves cançons II)
8. Insomni (de Maria del Carme Girau canta les seves cançons II)
9. Com una boira (de Maria del Carme Girau canta les seves cançons II)
10. Cançó de bressol (de País Valencià. Cançons tradicionals)
11. El testament d'Amèlia (de País Valencià. Cançons tradicionals)
12. L'hereu Riera (de País Valencià. Cançons tradicionals)
13. El rei mariner (de País Valencià. Cançons tradicionals)

Les quatre últimes són peces populars que també han estat tocades o enregistrades per altres intèrprets com, per exemple, Al Tall (L'hereu Riera). A Maria del Carme Girau l'han versionada Paco Muñoz i Lluís Miquel (L'arbre sec, en el seu espectacle Cançons de la Cançó) i Les Mãedéus (Plou, plou, en un homenatge a Joan Pellicer).